# Kiat
Kiat (birm. ကျပ်, IPA tɕaʔ)  – jednostka walutowa Mjanmy. 1 kiat = 100 pia.